# Thérèse Roche
Pour les articles homonymes, voir Roche.
Œuvres principales
- Le Naviluk (1983)

Thérèse Roche, née le 28 mai 1930 à Guéret, (Creuse), est une romancière et directrice de collection pour les éditions Magnard. Autrice de nombreux romans pour la jeunesse, elle est lauréate du grand prix de l'Imaginaire en 1984 avec son roman Le Naviluk.

## Biographie
Originaire de Guéret dans la Creuse, Thérèse Roche baigne dans un environnement propice aux découvertes littéraires, en partie grâce à la fréquentation de la librairie tenue par sa grand-mère.
Élève au lycée Fénelon à Paris, elle poursuit ses études à La Sorbonne où elle obtient sa licence ès lettres.
Elle entre aux éditions Magnard où elle dirige de 1958 à 1988 les collections « Fantasia »,  « Le temps d’un livre » ou encore « Tire lire poche ».
En parallèle, Thérèse Roche entreprend l’écriture de livres pour la jeunesse et publie son premier roman Le Naviluk en 1983 chez Magnard, qui est récompensé l'année suivante par le Grand prix de l'imaginaire.
À partir de 1989, elle se consacre entièrement à l’écriture de livres qu’elle publie chez Magnard et Lire c’est partir.

## Œuvre
- La Naviluk (1983) – Grand prix de l'Imaginaire dans la catégorie « roman pour la jeunesse » 1984
- Les Extra-chats (1984)
- Garlone et les Snils (1986)
- Élodie de la Valodie (1987) – Prix du Syndicat des journalistes et écrivains 1989[3]
- Lily Moon et la lucarne (1988)
- Apolline et la porte du temps (1989)
- La Petite barbare (1992)
- Geoffroy de nulle part (1998)
- Antoine et ses yeux rouges (1999)
- L'étrange Mister Mireterre (2001)
- Rouge vertige (2002)
- Sacrées baskets ! (2004)
- La classe Arc-en-ciel (2006)